# Leptostylus armatus
Leptostylus armatus là một loài bọ cánh cứng trong họ Cerambycidae.